# Blue Jean
"Blue Jean" é uma canção composta e gravada por David Bowie para o seu álbum Tonight, de 1984, sendo uma das duas únicas faixas do disco inteiramente compostas por Bowie. Foi lançada como single antes do álbum e chegou, no Reino Unido, ao n° 6 e, nos Estados Unidos, ao n° 8. Esta faixa foi livremente inspirada em Eddie Cochran.

## Composição
Em uma entrevista de 1987, ao comparar "Time Will Crawl" com "Blue Jean", Bowie disse: "'Blue Jean' é uma obra de rock'n'roll sexista. [risos]. É sobre caçar pássaros. Não é muito cerebral, essa faixa." Chris Jones, crítico musical da BBC, criticou a faixa ao avaliar Best of Bowie, de 2002, afirmando: "'Blue Jean' mal existe, de tão formulada que é."

## Outros lançamentos
- A faixa está presente nas seguintes compilações:
  - Changesbowie (1990)
  - The Singles Collection (1993)
  - Best of Bowie (2002)
  - The Platinum Collection (2005)
  - The Best of David Bowie 1980/1987 (2007)
  - Nothing Has Changed (2014) (edições de dois e de três discos)
  - Bowie Legacy (2016) (edição de dois discos)